# Porte-monstre-trésor
Pour les articles homonymes, voir PMT.

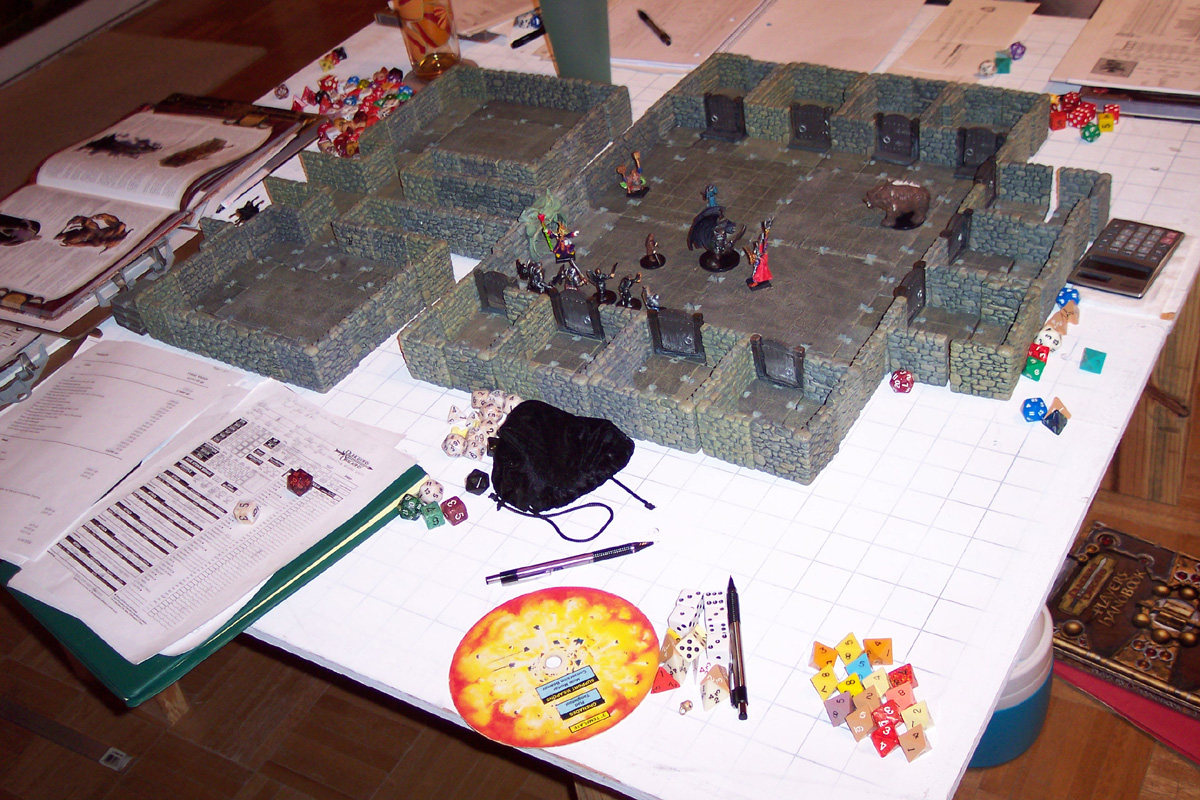
Illustration d'une partie de « Porte-monstre-trésor » typique dans le jeu Donjons et Dragons : les éléments de décor en trois dimensions et des figurines (les personnages des joueurs et les monstres) permettent aux participants de visualiser leur action lors du jeu.

Le porte-monstre-trésor, abrégé en PMT (en anglais, « hack ’n’ slash » ou « dungeon crawling »), est une manière de jouer aux jeux de rôle médiévaux-fantastiques, tel (et surtout) Donjons et Dragons.
L’action se résume schématiquement à ouvrir une porte, combattre un monstre qui se trouve derrière et découvrir un trésor détenu ou protégé par le monstre. Le personnage du joueur gagne alors de l’expérience et les objets ainsi récupérés, qui le rendent plus puissant. Cette augmentation de puissance lui permet de combattre des monstres de plus en plus coriaces qui détiennent des objets de plus en plus précieux, qui lui permettent alors d’affronter des monstres de plus en plus puissants, et ainsi de suite.
Les termes hack 'n' slash et dungeon crawler désignent désormais des genres de jeux vidéo à part entière.

## Origine

### Débuts
Le concept du « porte-monstre-trésor » est utilisé pour la première fois avec Donjons et Dragons (D&D), le premier jeu de rôle publié à la fin des années 1970. Directement inspiré du jeu de guerre (wargame), il incitait par ses règles et ses premiers scénarios à jouer de cette manière.
Le terme en tant que tel remonte lui au moins depuis les années 1980, comme l'illustre un article du magazine Dragon (magazine sur l'univers de D&D) de Jean Wells et Kim Mohan (en), qui déploraient ce genre de pratique : « Il y a un grand potentiel pour plus que du hacking and slashing dans D&D ou AD&D ; il y a la possibilité de l'intrigue, du mystère et de la romance impliquant les deux sexes, pour le bénéfice de tous les personnages dans une campagne. »,
Il en fut de même des contemporains de D&D, tels Tunnels and Trolls, ou encore avec une adaptation de type « science-fiction » de Donjons et Dragons, nommée Star Frontiers. Les scénarios de jeux de rôles ont par la suite commencé à diverger de cette manière de jouer, pour privilégier plus le « rôle ».
À l'origine, les créateurs de D&D, Gary Gygax et Dave Arneson, lors de la conception de leur jeu de rôle, s'étaient inspirés des règles de Chainmail — un jeu de plateau apparenté à un wargame tactique, joué avec des figurines de plomb et sur plans — et avaient transféré son système de jeu : il s’agissait de faire progresser des aventuriers dans un réseau de tunnels. L’accent étant mis au départ sur le plan tactique dans le règlement des combats comme le wargame original, le jeu fit une transition lente et graduelle vers la thématique d’un rôle plus centré sur l’individuel, voire théâtral, tel une loupe grossissante, mais où les aventures de type « porte-monstre-trésor » étaient encore très présentes. La nouveauté par rapport au wargame à figurines médiévales fut d’introduire des créatures fantastiques (imaginaire et mythologie), soit la composante heroic fantasy, dans l’édition de Chainmail de 1971 : un pas franchi vers D&D et le genre médiéval fantastique, déjà rencontré en littérature la décennie précédente.

### Succès et critiques postérieures
Ce type de déroulement a ensuite été repris avec succès dans les jeux vidéo, domaine où les hack 'n' slash et les dungeon crawlers sont des genres de jeux vidéo à part entière, par exemple Gauntlet, Bard's Tale, Rogue, Eye of the Beholder ou Diablo entre autres, ainsi que la plupart des MMORPG.
Ce type de jeu a été beaucoup caricaturé ; on peut citer notamment le jeu Munchkin, où le dos des cartes représentent une porte qu’il faut ouvrir en retournant la carte, dévoilant ainsi un monstre. Ce jeu reprend d’ailleurs la devise mot à mot en anglais : Kill the monsters, steal the treasure, stab your buddy (« tuez le monstre, volez le trésor, poignardez votre ami »), singeant là le simplisme découlant du mécanisme de l’expérience dans les premiers jeux de rôles sur table.